# Маю честь бути українцем

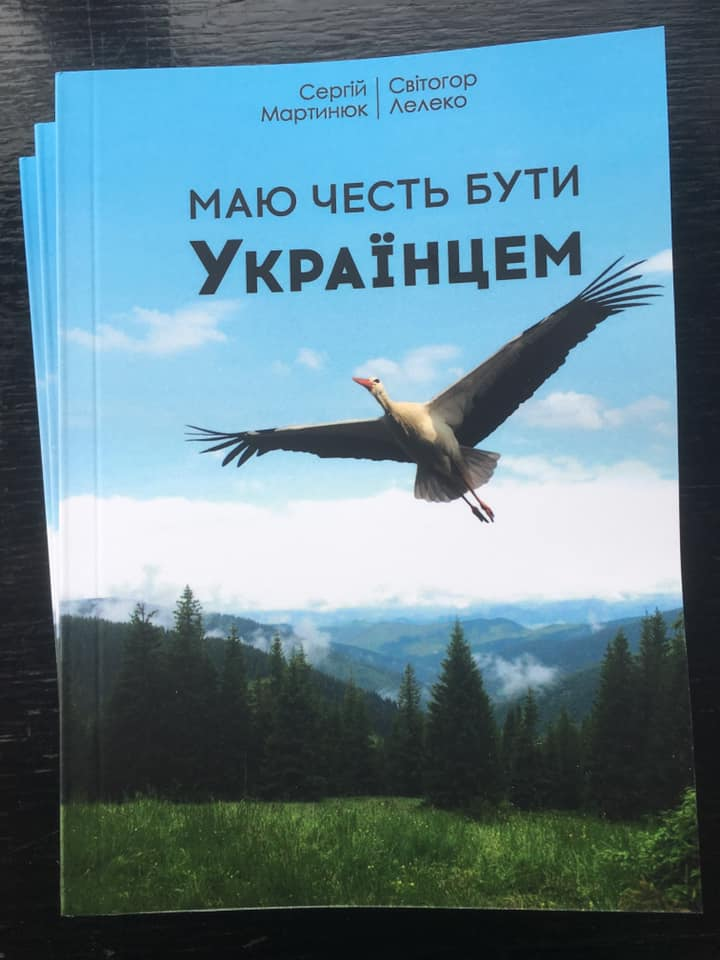

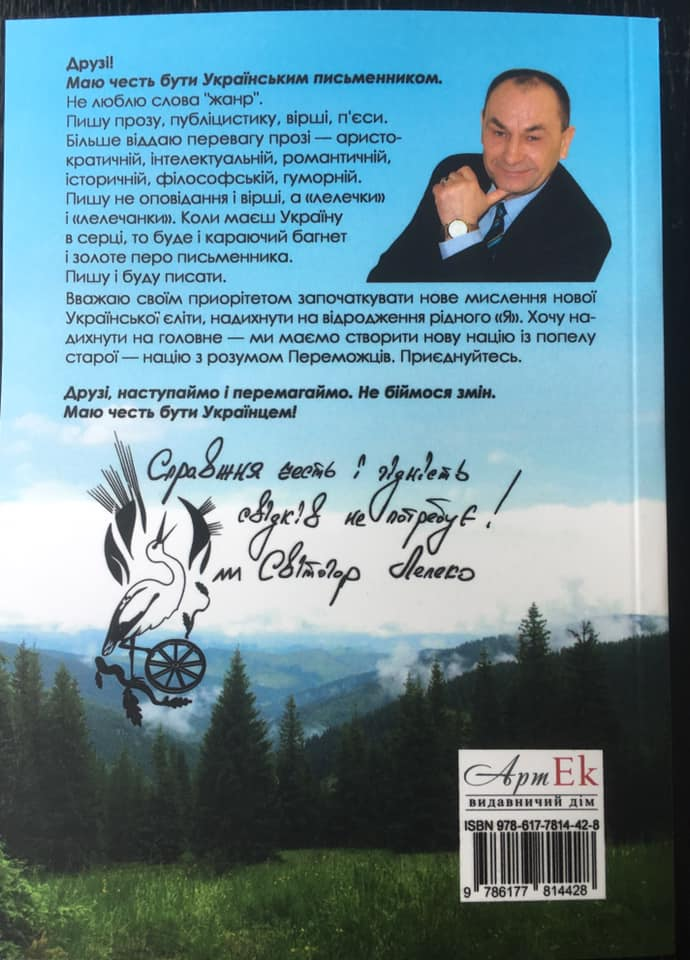

«Маю честь бути Українцем» — книга вибраних творів українського письменника Сергія Мартинюка (Світогора Лелеко), що вперше вийшла у "Видавничому домі «АртЕк» 2020 року. В книгу увійшли як попередні твори письменника, так і нові доробки. З нового зокрема — нотатки сотника «Україна понад усе» про найкривавіші дні Майдану Гідності 18-20 лютого 2014 року. Гумореска «Гумка — резинка» в розділі «Сміх — це зброя». Нарис «Ірпінь — місто із власним обличчям».

## Опис книги і історія створення
Книга має вісім розділів.
1. Переднє слово полковника Кривобока В. І.
2. Замість передмови «Від автора»
3. Нотатки сотника «Україна понад усе»
4. Проза
5. Мисливські усмішки
6. Сміх — це зброя
7. Про себе.
8. Ірпінь — місто із власним обличчям.

У зв'язку з карантинними обмеженнями презентація книги відбулась 29 серпня 2021 року на Київському міжнародному книжковому арт-фестивалі(Kyiv Book Art Fest 2021)

## Перше видання
Обкладинка м'яка. На тильній стороні обкладинки розміщений портрет письменника і коротка анотація до видання: «Друзі! Маю честь бути Українським письменником. Не люблю слово «жанр». Пишу прозу, публіцистику, вірші, п'єси. Більше віддаю перевагу прозі — аристократичній, інтелектуальній, романтичній, історичній, філософській, гуморній. Пишу не оповідання і вірші, а „лелечки“ і „лелечанки“. Коли маєш Україну в серці, то буде і караючий багнет, і золоте перо письменника. Пишу і буду писати. Вважаю своїм приоритетом започаткувати нове мислення нової Української єліти, надихнути на відродження рідного „Я“. Хочу надихнути на головне — ми маємо створити нову націю із попелу старої — націю з розумом Переможців. Приєднуйтесь.»

### Вихідні дані
Повна назва книги: «Маю честь бути Українцем». Київ: ТОВ "Видавничий дім «АртЕк», 2020, 294 с. ISBN 978-617-7814-42-8

## Відзнаки
Книга відзначена:
- Літературною премією «Благовіст» Національної спілки письменників України(2020)[4].
- Дипломом літературної премії імені Юрія Яновського. (2020)
- Другою премією Фундації Українського Вільного Університету в літературно-науковому конкурсі імені Воляників-Швабінських за праці, видані у 2020 році[5].